# Leandro Fernández de Moratín
Leandro Eulogio Melitón Fernández de Moratín y Cabo (Madrid, 10 marzo 1760 – Parigi, 21 giugno 1828) è stato un poeta, drammaturgo e saggista spagnolo, considerato uno dei più autorevoli esponenti della letteratura spagnola del Settecento.

## Biografia

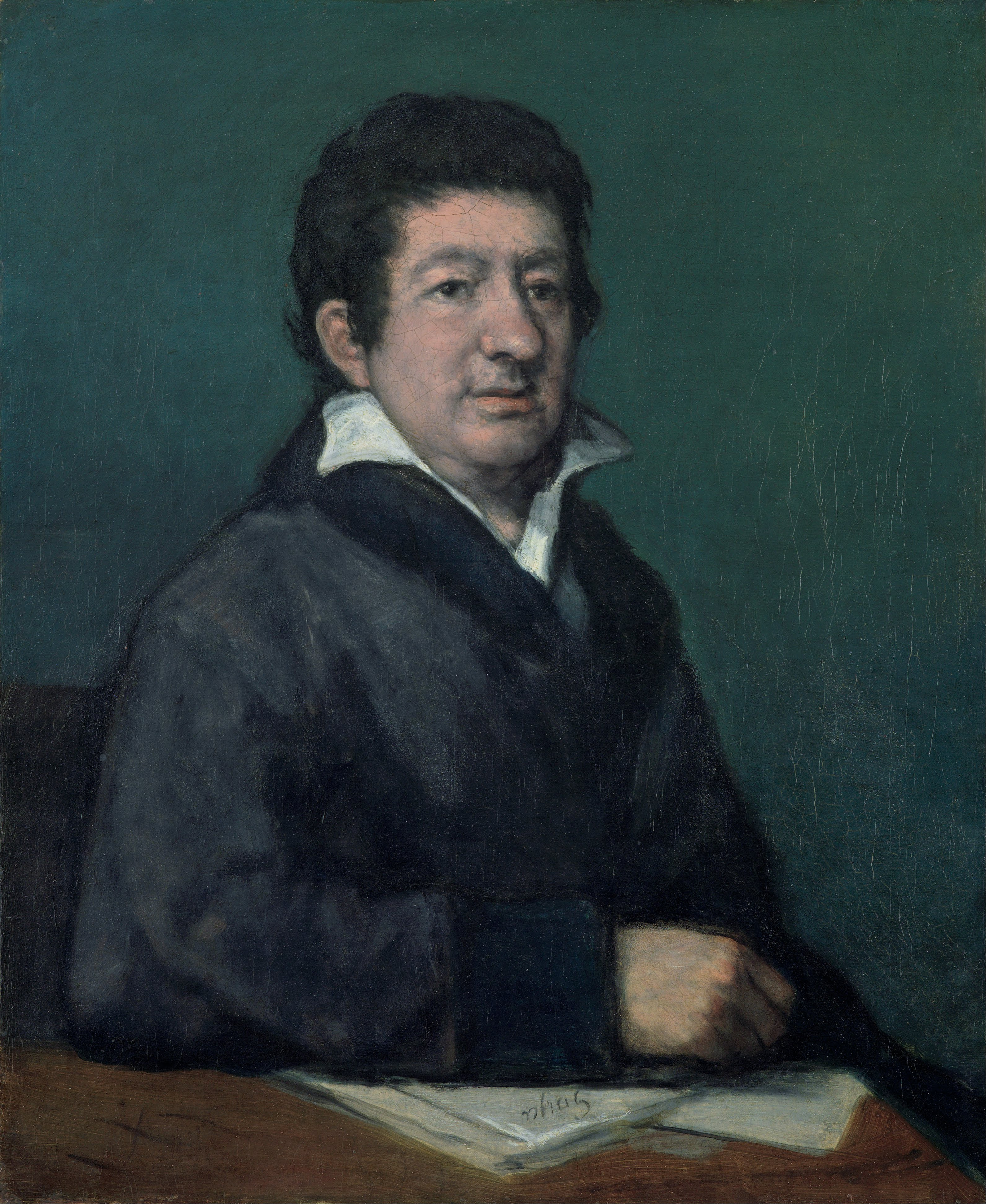
Leandro Fernández de Moratín, ritratto nel 1824 da Francisco Goya (Museo de Bellas Artes, a Bilbao).

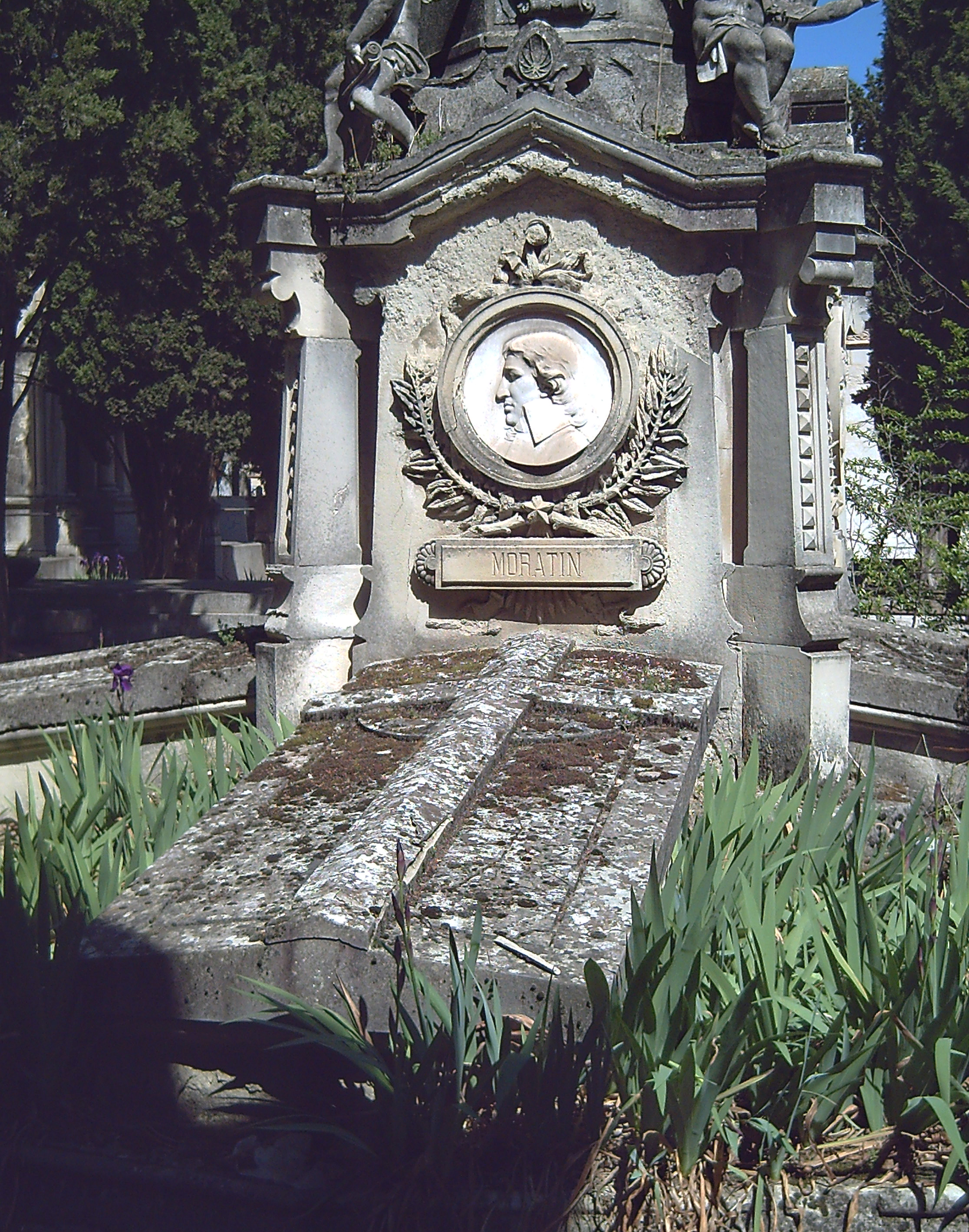
Tomba di Leandro Fernández de Moratín al Cimitero San Isidro di Madrid.

Nacque a Madrid in una nobile famiglia asturiana. Figlio del poeta e drammaturgo riformista e progressista Nicolás Fernández de Moratín (1737-1780) e di Isidora Cabo Conde, ricevette un'educazione di ampio respiro europeo ed enciclopedica. A causa di una grave malattia avuta durante l'infanzia (il vaiolo), trascorse diversi anni in solitudine; ciò contribuì a fargli maturare un carattere riservato e a tratti scontroso.
Già all'età di dieci anni si mise in evidenza come poeta con l'opera La toma de Granada e nel 1782 venne contattato dalla Accademia madrilena ed ottenne premi per la Lección poética.
A causa delle cattive condizioni di salute ed ai travagli economici del padre, rinunciò ai corsi universitari e si impiegò in modeste attività lavorative, fino a quando nel 1787 compì un viaggio di lavoro come segretario del ministro Cabarrus e tre anni dopo soggiornò in Italia, in Inghilterra e in Francia. Questi nuovi incarichi gli consentirono guadagni maggiori e quindi la possibilità di dedicarsi alla letteratura. Al rientro in Spagna ricevette un premio grazie alla satira La derrota de los pedantes rivolta ai seguaci del cultismo e del gongorismo.
Negli anni novanta del secolo effettuò numerosi viaggi in Europa sfruttando la protezione del ministro Godoy. Con la defenestrazione di quest'ultimo, entrò a far parte del regime di Giuseppe Bonaparte, assumendo la nomina di bibliotecario reale. In seguito alla caduta di Bonaparte fu costretto all'esilio in Italia, a Bologna ed in Francia, a Parigi.
Dopo un fugace rimpatrio, svolto intorno agli anni venti dell'Ottocento, trascorse gli ultimi anni di vita a Parigi, coerentemente con le sue idee illuminate.
Nel 1825 lo scrittore subì un attacco apoplettico che lo rese praticamente invalido ed infermo. Morirà dopo tre anni.
L'attività letteraria di Fernández de Moratín è costituita da un numero non eccessivo di opere, tra le quali si annotano alcune composizioni poetiche, un opuscolo satirico e cinque commedie e alcune prose pubblicate postume.
La critica è concorde nel ritenere le commedie i veri capolavori dell'autore, sia per il puntiglioso rispetto delle regole neoclassiche sia per le tendenze moralistiche.
Importante fu anche la sua attività di storiografo del teatro, suggellata dalla Orígenes del teatro español, opera inedita pubblicata nel 1830 dalla Real Academia, oltre al suo impegno come riformista del teatro spagnolo.
I capolavori di Fernández de Moratín risultano le commedie, impreziosite dalla mancanza del tipico barocchismo teatrale spagnolo, dalla presenza di una caratterizzazione originale dei personaggi, da un linguaggio fresco e peculiare, da un nuovo taglio scenico che inevitabilmente spingono a ricordare i lavori goldoniani. I critici ritengono che le opere di Fernández de Moratín segnino l'inizio del teatro moderno spagnolo. Tra i temi ricorrenti appaiono la descrizione dei costumi del suo tempo, i vizi e le abitudini tipiche e gli imprevisti della vita quotidiana.
Inoltre l'autore ci ha lasciato oltre un centinaio di opere poetiche, odi di ispirazione oraziana, sonetti, epigrammi satirici, canti epici.
Le epistole affrontarono una vasta gamma di argomenti, da quello politico a quello di attualità, mentre le traduzioni di importanti autori latini, tra i quali lo stesso Orazio, consentirono la loro diffusione in Spagna.

## Opere

### Teatro
- El viejo y la niña (1790)
- La comedia nueva o el café (1792)
- El barón (1803)
- La mojigata (1804)
- El sí de las niñas (1806)